# Oxyopes crassus
Oxyopes crassus är en spindelart som beskrevs av Schmidt och Krause 1995. Oxyopes crassus ingår i släktet Oxyopes och familjen lospindlar. Inga underarter finns listade i Catalogue of Life.